# Гумодетриніт
Гумодетриніт (рос. гумодетринит, англ. humodetrynite, нім. Humodetrynit m) — мацерали бурого вугілля, які являють собою тонкі частинки різних форми й ступеня гелефікації розміром менше 10 мкм. Відповідають детритовітриніту кам'яного вугілля.